# 圣布雷苏
圣布雷苏（法語：Saint-Bressou，法語發音：[sɛ̃ bʁesu]）是法国洛特省的一个市镇，属于菲雅克区。

## 地理
圣布雷苏（44°42'17"N, 1°58'19"E）面积10.03 平方千米，位于法国奧克西塔尼大區洛特省，该省份为法国西南部内陆省份，北起顺时针与科雷兹省、康塔爾省、阿韦龙省、塔恩-加龙省、洛特-加龍省和多尔多涅省接壤。
与圣布雷苏接壤的市镇（或旧市镇、城区）包括：勒布伊苏、卡尔达亚克、丰镇、富尔马尼亚克、拉巴蒂德、拉卡佩勒马里瓦勒、圣科隆布。

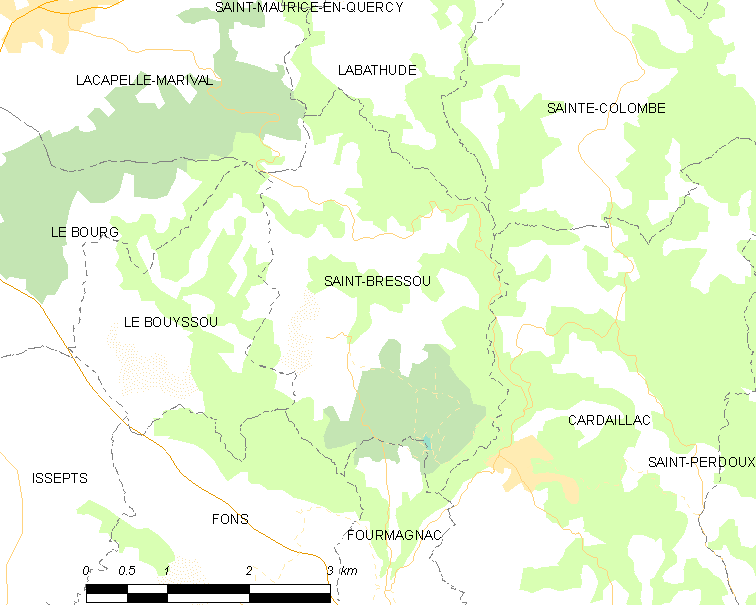
圣布雷苏的OSM定位图

圣布雷苏的时区为UTC+01:00、UTC+02:00（夏令时）。

## 行政
圣布雷苏的邮政编码为46120，INSEE市镇编码为46249。

## 政治
圣布雷苏所属的省级选区为拉卡佩勒马里瓦勒县。

## 人口

1962-2008年间圣布雷苏人口变化图示

圣布雷苏于2022年1月1日时的人口数量为122人。